# TAURUS KEPD 350

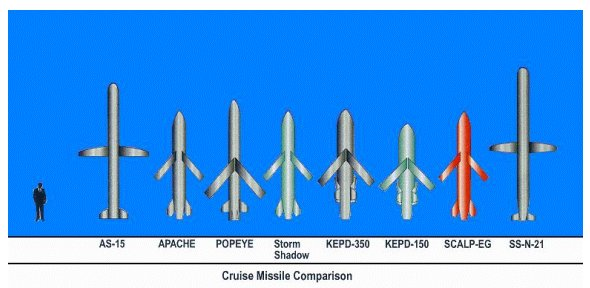
Comparaison de différents missiles de croisières: AS-15/Kh-55, APACHE, Popeye, Storm Shadow, TAURUS KEPD 350, TAURUS KEPD 150, SCALP-EG, SS-N-21

Le TAURUS KEPD 350, acronyme pour Target Adaptive Unitary and Dispenser Robotic Ubiquity System / Kinetic Energy Penetrator and Destroyer est un missile de croisière air-sol développé fin 2005 et fabriqué par la société germano-suédoise TAURUS Systems, et utilisé par l'Allemagne, la Corée du Sud et l'Espagne. TAURUS Systems GmbH est une société dont les actionnaires sont, en 2019, MBDA Deutschland GmbH (EADS/MBDA) (67 %)   et Saab Bofors Dynamics (en)  (33 %) .

## Caractéristiques
Le missile possède des caractéristiques de furtivité et a une portée qui excède 500 km. Le Taurus est propulsé par un turboréacteur double-flux à la vitesse de mach 0,8-0,9 et peut être utilisé avec les avions Tornado, JAS 39 Gripen, F/A-18 Hornet et F-15E Strike Eagle.

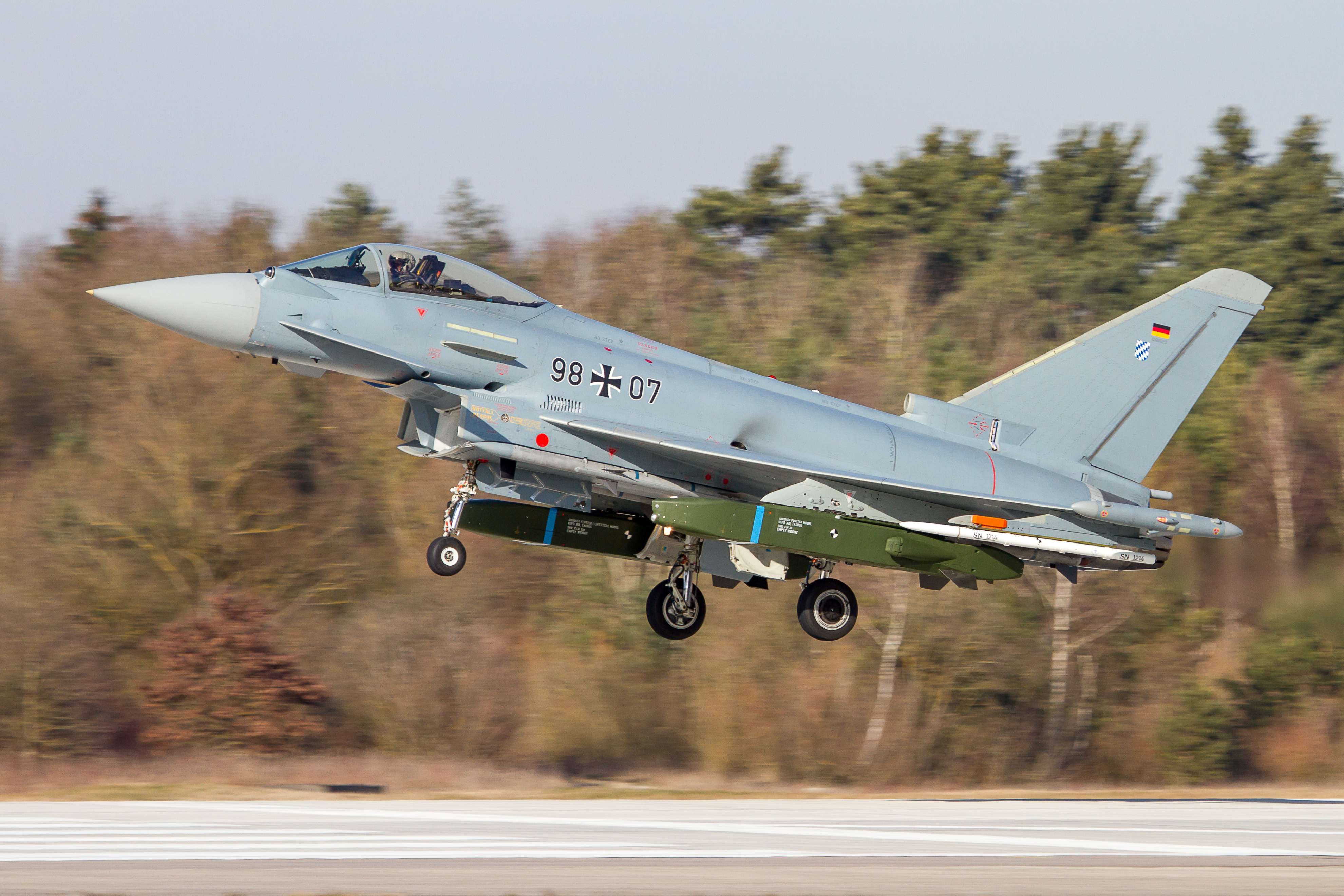
Le Typhoon allemand IPA7 atterrissant en 2014 avec deux missiles Taurus.

Les tests ont débuté en 2014 sur la base aérienne allemande de Manching (de) avec l'Eurofighter Typhoon d'essai IPA7, afin de vérifier notamment l'aérodynamique du système avec deux missiles sous voilure mais les essais ont été arrêtés faute de financements. Des vols d'intégration ont également eu lieu sur Gripen.
La double charge explosive de 481 kg est la Mephisto (acronyme pour Multi-Effect Penetrator, High Sophisticated and Target Optimised), qui se compose d'une charge principale et d'une charge initiale pour assurer la pénétration des casemates, avec un effet de retardement de l'explosion de la charge principale. La masse du missile est de 1 400 kg pour un diamètre de 1 m. Cette arme permet de frapper l'ennemi en profondeur, quelle que soit la défense aérienne grâce à ses caractéristiques de furtivité et à ses possibilités de contremesures. Le missile existe uniquement en version air-sol contrairement à ses concurrents Tomahawk et SCALP-EG qui existent aussi en version mer-sol.

## Versions

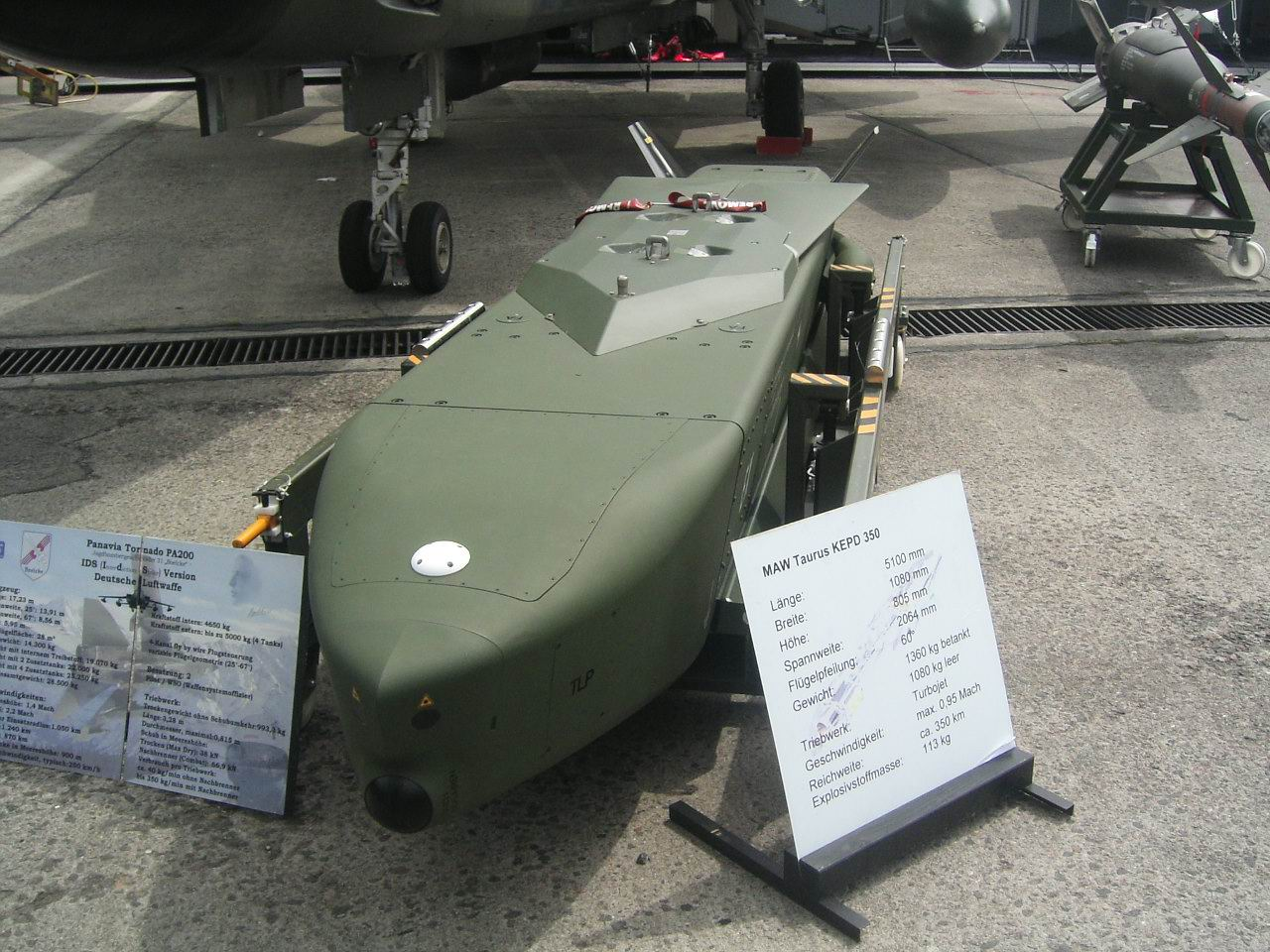
Taurus exposé au Salon aéronautique international de Berlin de 2006.

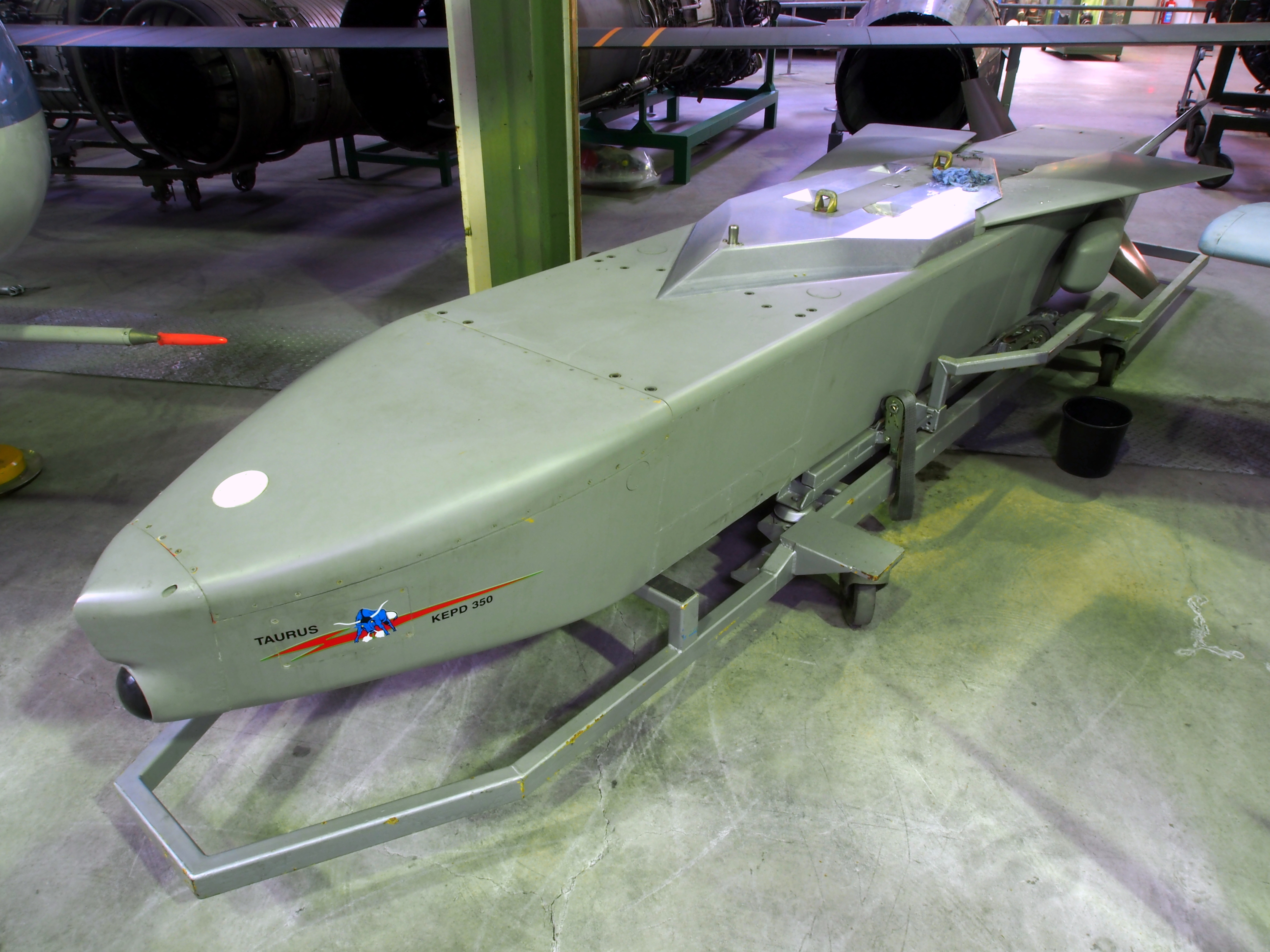
Un Taurus exposé en 2010 au Wehrtechnische Studiensammlung Koblenz.

### Taurus M
Le Taurus M (Multiple Warhead) est utilisé pour transporter des sous-munitions pour détruire les aérodromes ennemis, les positions antiaériennes et les unités de chars. Cette variante était auparavant désignée MAW PDWS 2000. Le nombre de sous-munitions n'est pas clair, mais d'après les images schématiques du fabricant, il devrait y avoir de la place pour huit unités consécutives dans le fuselage. Avec deux rangées, il y aurait 16 obus. Trois types de munitions ont été envisagés :
- MUSJAS 1/2 : Munitions à fragmentation (munitions conventionnelles améliorées à double usage, DPICM) contre des cibles légères et non blindées. Depuis que l'Allemagne a adhéré à la Convention sur les armes à sous-munitions, cette version ne s'applique pas.
- STABO : munitions antipistes, un projectile doit peser environ 16 kg. Les sous-munitions sont éjectées vers le bas, accélèrent avec un moteur-fusée vers la piste, la pénètrent et explosent en dessous. Cette version est similaire à l'Apache française.
- SMArt : devrait transporter des sous-munitions vers la zone cible afin de combattre les systèmes antiaériens et les unités de chars. Elle dispose d'une portée beaucoup plus grande que le GMLRS-SMArt ou l'obusier automoteur PzH 2000. Après l'éjection, la munition est décélèrée par un parachute de freinage, puis la munition commence à rechercher des cibles dans la zone de manière autonome avec son système de triple capteurs de recherche. Des radars à ondes millimétriques dans la gamme de fréquences de 94 GHz et des capteurs infrarouges passifs sont utilisés pour désigner des véhicules de combat. Leur destruction s'effectue via une Charge génératrice de noyau formant projectile en tantale.

### Taurus MP
Taurus MP signifie « Modular Payload ». Aucun autre détail n'a encore été donné ; l'installation de systèmes de guerre électronique en liaison avec une liaison de données bidirectionnelle avec le satellite est envisageable.

### Taurus HPM
La variante Taurus HPM consiste à utiliser un rayonnement micro-ondes haute puissance (anglais High Power Microwave, HPM) pour détruire l'électronique ennemie. Cette version est également basée sur le missile Storm Shadow franco-britannique. Les Britanniques ont testé avec succès une ogive HPM pour ce missile de croisière en juillet 2002. Dans des publications plus récentes, la version HPM est principalement traitée comme une variante du Taurus MP.

### Taurus CL
La variante Taurus CL pour Container Launched doit être lancée par des navires et des camions. À cet effet, le missile de croisière est pourvu d'un châssis porteur et placé dans un conteneur de lancement. Le cadre de support guide le missile à l'intérieur du conteneur et l'accélère à la vitesse et à la hauteur de croisière avec un propulseur à combustible solide, afin d'être largué par la suite.

### Taurus T
Cette version remonte à l'étude Future Offensive Air System de la Royal Air Force. À ce moment-là, il a été étudié s'il était judicieux de lancer des missiles de croisière tels que le Storm Shadow avec un avion de transport (A400M ou C-130) via la rampe de chargement. L'idée de base était que les avions subsoniques sans propriétés furtives ont une capacité de survie trop faible dans un espace aérien hostile. Les bombardiers comme le Boeing B-52 sont donc armés de missiles de croisière afin d'atteindre la capacité de distance. Le lancement de ces missiles de croisière à partir d'un engin de transport aurait le même résultat, mais à un coût bien moindre. L'arme guidée est retirée de la rampe de chargement avec un parachute de freinage, celle-ci est ensuite lancée et la phase de vol commence.

### KEPD 150 Antinavire
MBDA Deutschland propose aussi une version antinavire, la KEPD 150, plus petite et avec une charge explosive réduite.

## Opérateurs
- Allemagne : 600 commandés pour la Luftwaffe pour un coût global de 570 millions d'euros[5]. Les derniers exemplaires ont été livrés en décembre 2010[4]. 300 seront modernisés à raison de 75 par an d'ici 2020[6].
- Espagne : l’Espagne a acheté 43 missiles pour l'Armée de l'air espagnole[7] et le missile est certifié depuis 2009 sur McDonnell Douglas F/A-18 Hornet à la suite d’une campagne de tests en Afrique du Sud[8]. Les derniers exemplaires ont été livrés en août 2010[4].
- Corée du Sud : le 4 avril 2013, le ministère de la Défense de la Corée du Sud annonce qu'il va équiper les F-15K de la Force aérienne de la République de Corée de 200 ces missiles[9]. Les premières livraisons ont lieu en octobre 2016[10]. En mars 2018, une commande de 90 missiles supplémentaires est effectuée[11].

D'autres pays pourraient également commander des TAURUS.